# Psacalium holwayanum
Psacalium holwayanum là một loài thực vật có hoa trong họ Cúc. Loài này được (B.L.Rob.) Rydb. miêu tả khoa học đầu tiên năm 1924.